# Surfin' U.S.A. (canción)
«Surfin' U.S.A.» es una canción de The Beach Boys publicada como sencillo el 4 de marzo de 1963. Escrita por Brian Wilson –sobre la melodía de «Sweet Little Sixteen» (1958) de Chuck Berry– y cantada por Mike Love, supuso el primer gran éxito del grupo, situándose como número 1 de la lista Billboard Hot 100 de 1963.
Esta canción fue incluida en las 500 Canciones que Formaron el Rock & Roll.

## Composición
Brian Wilson afirma que compuso la canción bajo la influencia de varios artistas como Chubby Checker y Chuck Berry, así también el hermano pequeño de su novia Judy, Jimmy Bowles. La canción utiliza la melodía de la canción de Chuck Berry "Sweet Little Sixteen". Un demo de Brian que toca la canción en el piano puede oírse en el box de 1993 Good Vibrations: Thirty Years of The Beach Boys.

## Referencia al surf
Brian Wilson salía con una chica llamada Judy Bowles. Su hermano, Jimmy Bowles, era un surfista apasionado. Brian pensó "¿por qué no escribir una letra sobre surf y mencionar cada enclave surfista del país? 'Lo hacen aquí, allí, en esta ciudad', como en la canción de Chubby Checker's 'Twistin' U.S.A.'" Según Brian, "pedí a Jimmy que hiciera una lista de cada enclave surfista que conociera".
En la canción se mencionan las siguientes ciudades donde se practica el surf, la mayoría de estos sitios se encuentran en California, dos están en Hawái y uno en Australia:
- "Del Mar" - Del Mar, San Diego County, California
- "Ventura County Line" - Ventura County, California
- "Santa Cruz" - Santa Cruz, Santa Cruz County, California
- "Trestles" - San Onofre State Park, San Diego County, California
- "Australia's Narrabeen" - Narrabeen, New South Wales, Australia
- "Manhattan" - Manhattan Beach, Los Angeles County, California
- "Doheny" - Doheny Beach, Dana Point, Orange County, California
- "Haggerty's" - Haggerty's, Torrance, Los Angeles County, California
- "Swami's" - Swami's Beach, Encinitas, San Diego County, California
- "Pacific Palisades" - Pacific Palisades, Los Angeles County, California
- "San Onofre" - San Onofre State Park, San Diego County, California
- "Sunset" - Sunset Beach, Oahu, Hawái
- "Redondo Beach" - Redondo Beach, Los Angeles County, California
- "LA" - Los Ángeles, Los Angeles County, California
- "La Jolla" - La Jolla, San Diego County, California
- "Waimea Bay" - Waimea Bay, Condado de Honolulu, Oahu, Hawái

## Sencillo
La discográfica Capitol Records lanzó el sencillo "Surfin' U.S.A." con "Shut Down" en el lado B, en los Estados Unidos en marzo de 1963. La canción alcanzó su punto máximo en el Billboard Hot 100 en la posición número n.º 3, el primer éxito en entrar en el top 10 de The Beach Boys. La canción del lado B editada por separado alcanzó el puesto n.º 23.
En el Reino Unido se publicó el sencillo en junio de 1963. Fue el tercer sencillo de la banda que se publicó en el Reino Unido. Alcanzó la posición n.º 34.
En el 1974 se volvió a editar en sencillo, pero esta vez con "The Warmth of the Sun" en el lado B, por el sello Capitol con el catálogo 3924, para promocionar el álbum Endless Summer de 1974.

## En otros países
En Australia el sencillo se publicó en 1963 y alcanzó su pico en el puesto n.º 9, haciéndose populares en Australia. El sencillo se reeditó de nuevo en Australia en 1974 y llegó al puesto n.º 66. En Suecia, el sencillo se publicó en 1963 y alcanzó el número n.º 6. En Canadá, el sencillo también se editó en 1963 y alcanzó el número n.º 6.

## Chuck Berry y las disputas de copyright
En los créditos, solo aparecía como compositor Brian Wilson. En cuanto la canción se convirtió en un éxito, Chuck Berry reclamó que la melodía era suya, que era una copia involuntaria de "Sweet Little Sixteen". Según Brian, "aunque hay muchos musicólogos que opinarían otra cosa". Después de que Chuck Berry acusara a Brian Wilson de robarle su melodía, Murry Wilson reconoció a Berry en los derechos de autor sin avisar de ello a su hijo Brian. Lo que a Brian Wilson se le hizo difícil entender fue que Murry regalara también a Berry los derechos de autor de la letra, que claramente eran de Brian. A pesar de la tensión creada por el incidente, Berry aseguró que en realidad le gustó la canción. Según Carl Wilson: "Nos encontramos con Berry en Copenhague y nos dijo que le gustaba 'Surfin' U.S.A.'".
Más adelante Mike Love alegó que se le debía crédito por la canción, el mismo Brian afirmó que Love contribuyó en la canción en una entrevista de 1974, pero nunca fue acreditado.

## Publicación
La canción "Surfin' U.S.A." es considerada como uno de los clásicos de The Beach Boys, prácticamente nunca falta en un álbum de compilación, apareció por primera vez en el título homónimo de 1963, también fue incluido en Best of The Beach Boys Vol. 2 de 1967, también en el exitoso álbum doble Endless Summer de 1974, en el compilado 20 Golden Greats de 1976, en el álbum doble Made in U.S.A. de 1986, en el compilado inglés de 1990 Summer Dreams, en el exitoso box set Good Vibrations: Thirty Years of The Beach Boys de 1993, en la primera serie de The Greatest Hits - Volume 1: 20 Good Vibrations de 1999, en The Very Best of The Beach Boys de 2001, también en Hawthorne, CA una antología del mismo año que el anterior, en el exitoso compilado de 2003 Sounds of Summer: The Very Best of The Beach Boys, en Platinum Collection: Sounds of Summer Edition de 2005 y en el box que junta los sencillos de la banda U.S. Singles Collection: The Capitol Years, 1962-1965, de 2008.

## En directo
«Surfin' U.S.A.» es regularmente interpretada en vivo por la banda. La canción debutó en directo el 2 de marzo de 1963, en los KFMB TV Studios de San Diego. Desde entonces ha formado parte de su repertorio hasta la actualidad.
La primera interpretación en una grabación fue en The Beach Boys: The Lost Concert de 1964, en The T.A.M.I. Show del mismo año que el anterior, en The Beach Boys in Concert de 1973. También fue interpretada en Inglaterra, y aparece en el álbum Good Timin': Live at Knebworth England 1980.

## Legado
El líder de la banda de punk rock The Ramones, Joey Ramone, ha referenciado a The Beach Boys como una de sus influencias.

Me acuerdo de la primera vez que escuché a The Beach Boys, era 'Surfing USA' y me impactó.
Joey Ramone.

## Músicos
- Mike Love - voz principal y coros
- David Marks - guitarra rítmica y coros
- Brian Wilson - bajo y órgano
- Carl Wilson - guitarra principal y coros
- Dennis Wilson - coros

Músicos adicionales
- Frank DeVito - batería